# 富士宮高校会議所
富士宮高校会議所（ふじのみやこうこうかいぎしょ 略称：FHSC)は、富士宮市内の高校生が地域振興（地方創生）や地域ビジネスの手法を学ぶ任意団体である。また、市長や地元企業とのコミユニケーションをとることで、若者の意見を直接伝えることが出来る。

## 概要
県内初の試み。高校会議所は日本初が富士宮市。名前は商工会議所をもじったもの。 地元企業や地域NPO法人、金融機関、行政から資金援助とノウハウ面でのサポートを受けている。 富士宮市内に留まらず、市外や県外の団体との交流も盛んに行われており、日本高校会議所も設立。様々な市町村で高校会議所が設立されている。

## 理念
高校生が連携し、高校生の視点で地域振興（地方創生）や地域ビジネスの手法を実践を通じて学び、進学や就職に向けての学習意欲の増進と共に、地域における人材育成を目的とする。また直接、市長や議員、社長とのコミュニケーションをとることで若者の意見を発信する。

## 活動内容
- 定例会

毎月原則、第三土曜日　14時から16時　西町レトロ館にて活動する（月によって変更有り）
- 特別活動行事

地元のイベント・行事等に参加または協力を行う。

## 参加校
- 星陵中学校・高等学校
- 富岳館高校
- 富士宮北高校
- 富士宮西高校
- 富士宮東高校
- 富士宮高等専修学校

## 沿革
- 2015年11月13日 - 富士宮高校会議所準備会1
- 2015年12月17日 - 富士宮高校会議所準備会2
- 2016年1月13日 - 富士宮高校会議所準備会3
- 2016年2月8日 - 設立総会、認証式
- 2016年4月23日 - 事務所開き
- 2016年5月21日 - 第1回定例会
- 2016年12月17日 - 第1回富士宮高校会議所総選挙（会頭選挙）
- 2016年12月 - 「富士宮高校会議所」、「日本高校会議所」商標登録
- 2017年2月18日 - 定期総会（認証式）